# Bravissimo
Bravissimo è un film del 1955 diretto da Luigi Filippo D'Amico.
La pellicola è una commedia con protagonista Alberto Sordi.

## Trama

Ubaldo (Alberto Sordi) insegna a Gigetto (Giancarlo Zarfati) ad usare un tono baritonale

Una scena del film

Ubaldo Impallato è un maestro di musica elementare precario, da anni inutilmente in cerca di posto fisso, che per arrotondare si arrangia col doposcuola. Tra i bambini che gli vengono affidati c'è anche Gigetto, che a differenza degli altri compagni ha una singolare caratteristica: a sei anni riesce a cantare con una stupenda voce di baritono. Il maestro, che nel frattempo ne è diventato suo malgrado il tutore poiché il padre è finito in carcere, si accorge casualmente di questa straordinaria dote del piccolo sentendolo interpretare Il barbiere di Siviglia (Ubaldo dapprima crede di sentire un cantante alla radio) e decide di cogliere al volo l'occasione. Grazie ad un'ottima esibizione in una trasmissione televisiva per giovani talenti, Gigetto riscuote un successo immediato e promette di diventare una vera miniera d'oro. Con l'aiuto di un impresario teatrale, gli viene proposto addirittura il Rigoletto di Verdi, proprio nei panni del gobbo buffone, sempre nel ruolo di baritono. Ma a questo punto si presentano gli avidi zii del bimbo, che in precedenza avevano rifiutato di prendersene cura, per sottrarlo al suo tutore e poterlo sfruttare al suo posto.
Ubaldo è deciso a difendere il bambino prodigio e vanifica le loro manovre, non solo per proprio tornaconto (con la notorietà acquisita gli viene finalmente offerto il sospirato posto fisso da insegnante, ma con una letteraccia piena di insulti respinge l'offerta al mittente) ma anche perché ha cominciato ad affezionarsi a lui. Il piccolo è però stanco di una vita senza i giochi e i bimbi della sua età, è stanco dell'avidità degli adulti e il destino gli dà una mano nel rimettere le cose a posto: Gigetto prima fugge, poi si ammala e deve essere operato alle tonsille. Proprio le sue tonsille di dimensione straordinaria erano però il segreto della formidabile voce. Quando in seguito, durante le prove dell'opera, si scopre che la sua voce è tornata alla normalità, l'impresario viene accusato di truffa, e nessuno vuole più tenere Gigetto, tantomeno gli zii.
Ubaldo, svanito ogni sogno di gloria, decide di accettare quell'ultima opportunità del posto da maestro (che aveva rispedito al mittente con lettera) riuscendo a bloccare in tempo la fatale missiva prima che arrivi a destinazione. Quando il padre di Gigetto, finalmente scarcerato, va a riprendersi il bimbo, Impallato protesta volendo tenere il bambino per tutto l'anno scolastico. Ma proprio in quel momento, questi rivela un'altra straordinaria capacità: sa infatti suonare il pianoforte con un'abilità incredibile. Ma Ubaldo ormai non ne può più e invita, anzi, ordina al padre di riprendere con sé il "mostro", prima che egli possa impazzire davvero.